# قائمة أطول الأنهار غير المسدوة
هذه قائمة بأطول الأنهار بدون سدود في العالم، مرتبة حسب الطول.
| مفتاح لون القارة | مفتاح لون القارة | مفتاح لون القارة | مفتاح لون القارة | مفتاح لون القارة | مفتاح لون القارة |
| ---------------- | ---------------- | ---------------- | ---------------- | ---------------- | ---------------- |
| إفريقيا          | آسيا             | اوربا            | أمريكا الشمالية  | أوقيانوسيا       | أمريكا الجنوبية  |

| مفتاح لون الطول                | مفتاح لون الطول                               | مفتاح لون الطول                               | مفتاح لون الطول                             | مفتاح لون الطول                   | مفتاح لون الطول |
| ------------------------------ | --------------------------------------------- | --------------------------------------------- | ------------------------------------------- | --------------------------------- | --------------- |
| Over 5,000 كيلومتر (3,100 ميل) | 3,000 إلى 5,000 كيلومتر (1,900 إلى 3,100 ميل) | 2,000 إلى 3,000 كيلومتر (1,200 إلى 1,900 ميل) | 1,000 إلى 2,000 كيلومتر (620 إلى 1,240 ميل) | Less than 1,000 كيلومتر (620 ميل) |                 |

|  | نهر                   | طول                                         | منطقة الصرف الصحي               | متوسط التفريغ (m³/s)            | فم                     | ملاحظات | مرجع | ترتيب |
|  | --------------------- | ------------------------------------------- | ------------------------------- | ------------------------------- | ---------------------- | --- | ---- | ----- |
|  | نهر الأمازون          | 6,937 كـم (4,310 ميل) 6,992 كـم (4,345 ميل) | 7,050,000 كـم2 (2,720,000 ميل2) | 219,000 م3/ث (7,700,000 قدم3/ث) | المحيط الأطلسي         | ثاني أطول وأكبر نهر في العالم، غير ملوث وغير مجسور، لا يشكل دلتا أثناء الانضمام إلى البحر بسبب الدفع الكافي لمياه النهر للتغلب على موجة مياه البحر والدفع المدي           |      | 1     |
|  | نهر لينا              | 4,472 كـم (2,779 ميل)                       | 2,500,000 كـم2 (970,000 ميل2)   | 17,000 م3/ث (600,000 قدم3/ث)    | المحيط المتجمد الشمالي | أطول نهر غير مسد في آسيا . |      | 2     |
|  | آمور-شيلكا-أونون      | 4,197 كـم (2,608 ميل)                       | 1,855,000 كـم2 (716,000 ميل2)   | 11,700 م3/ث (410,000 قدم3/ث)    | مضيق تارتاري           | |      | 3     |
|  | ماكنزي-العبد-أثاباسكا | 3,403 كـم (2,115 ميل)                       | 1,805,200 كـم2 (697,000 ميل2)   | 10,700 م3/ث (380,000 قدم3/ث)    | المحيط المتجمد الشمالي | سيمتد نظام السلام - فينلي لفترة أطول من رأس العبد ولكن هناك سدود على السلام .                                                                                             |      | 4     |
|  | نهر نيزنيايا تونغوسكا | 2,989 كـم (1,857 ميل)                       | 473,000 كـم2 (183,000 ميل2)     | 3,680 م3/ث (130,000 قدم3/ث)     | نهر ينسي               | تخطط الحكومة الروسية لبناء سدود مائية على النهر في غضون السنوات القليلة المقبلة .                                                                                         |      | 5     |
|  | نهر سالوين            | 2,815 كـم (1,749 ميل)                       | 324,000 كـم2 (125,000 ميل2)     | 6,700 م3/ث (240,000 قدم3/ث)     | بحر أندامان            | أطول نهر غير مدمر في جنوب شرق آسيا. تخطط بورما لبناء سد تاسانغ والعديد من الأنهار الأخرى .                                                                                |      | 6     |
|  | نهر باراغواي          | 2,549 كـم (1,584 ميل)                       | 1,150,000 كـم2 (440,000 ميل2)   | 4,550 م3/ث (161,000 قدم3/ث)     | نهر بارانا             | |      | 7     |
|  | جيحون (نهر)–نهر بنج   | 2,500 كـم (1,600 ميل)                       | 534,700 كـم2 (206,400 ميل2)     | 1,330 م3/ث (47,000 قدم3/ث)      | نهر آرال (السابق)      | على الرغم من عدم وجود أضرار، إلا أن التحويل الثقيل عبر القنوات يؤدي إلى جفاف النهر في كثير من الأحيان دون الوصول إلى فمه. تخطط طاجيكستان لبناء سد كهرومائي على نهر بانج . |      | 8     |
|  | نهر ألدان             | 2,273 كـم (1,412 ميل)                       | 729,000 كـم2 (281,000 ميل2)     | 5,060 م3/ث (179,000 قدم3/ث)     | نهر لينا               | |      |       |
|  | ريو نيغرو             | 2,230 كـم (1,390 ميل)                       | 691,000 كـم2 (267,000 ميل2)     | 29,300 م3/ث (1,040,000 قدم3/ث)  | نهر الأمازون           | |      |       |
|  | نهر فيتيم             | 1,978 كـم (1,229 ميل)                       |                                 |                                 | نهر لينا               | |      |       |
|  | نهر إنديغيركا         | 1,726 كـم (1,072 ميل)                       | 360,400 كـم2 (139,200 ميل2)     | 1,810 م3/ث (64,000 قدم3/ث)      | المحيط المتجمد الشمالي | |      |       |
|  | نهر فريزر             | 1,375 كـم (854 ميل)                         | 220,000 كـم2 (85,000 ميل2)      | 3,475 م3/ث (122,800 قدم3/ث)     | المحيط الهادئ          | |      |       |
|  | نهر كوسكوكويم         | 1,165 كـم (724 ميل)                         | 120,000 كـم2 (46,000 ميل2)      | 1,900 م3/ث (67,000 قدم3/ث)      | بحر برنغ               | |      |       |
|  | نهر الخلفي            | 1,150 كـم (710 ميل)                         |                                 |                                 | المحيط المتجمد الشمالي | |      |       |
|  | نهر أنادير            | 1,150 كـم (710 ميل)                         | 191,000 كـم2 (74,000 ميل2)      | 2,020 م3/ث (71,000 قدم3/ث)      | خليج أنادير            | |      |       |
|  | نهر ليارد             | 1,115 كـم (693 ميل)                         | 277,100 كـم2 (107,000 ميل2)     | 2,434 م3/ث (86,000 قدم3/ث)      | نهر ماكنزي             | |      |       |
|  | نهر يلوستون           | 1,114 كـم (692 ميل)                         | 181,300 كـم2 (70,000 ميل2)      | 380 م3/ث (13,000 قدم3/ث)        | نهر ميزوري             | أطول نهر غير سدود في الولايات المتحدة المتجاورة . |      |       |
|  | نهر المايا            | 1,053 كـم (654 ميل)                         | 171,000 كـم2 (66,000 ميل2)      | 1,180 م3/ث (42,000 قدم3/ث)      | نهر الدان              | |      |       |
|  | نهر فلي               | 1,050 كـم (650 ميل)                         | 76,000 كـم2 (29,000 ميل2)       | 6,500 م3/ث (230,000 قدم3/ث)     | خليج بابوا             | أكبر نظام نهر غير مسدود تماما في العالم |      |       |
|  | النهر الابيض          | 934 كـم (580 ميل)                           | 26,000 كـم2 (10,000 ميل2)       | 16 م3/ث (570 قدم3/ث)            | نهر ميزوري             | |      |       |
|  | نهر تانانا            | 916 كـم (569 ميل)                           | 113,960 كـم2 (44,000 ميل2)      | 1,172 م3/ث (41,400 قدم3/ث)      | نهر يوكون              | |      |       |
|  | نهر التيلون           | 900 كـم (560 ميل)                           | 142,400 كـم2 (55,000 ميل2)      |                                 | خليج هدسون             | |      |       |
|  | نهر سالمون            | 684 كـم (425 ميل)                           | 36,000 كـم2 (14,000 ميل2)       | 310 م3/ث (11,000 قدم3/ث)        | نهر الثعبان            | |      |       |
|  | نهر ستيكن             | 610 كـم (380 ميل)                           | 52,000 كـم2 (20,000 ميل2)       | 1,580 م3/ث (56,000 قدم3/ث)      | المحيط الهادي          | |      |       |
|  | نهر ستينا             | 570 كـم (350 ميل)                           | 54,400 كـم2 (21,000 ميل2)       | 1,760 م3/ث (62,000 قدم3/ث)      | المحيط الهادي          | |      |       |
|  | نهر سوسيتنا           | 504 كـم (313 ميل)                           | 52,000 كـم2 (20,000 ميل2)       | 1,400 م3/ث (49,000 قدم3/ث)      | المحيط الهادي          | تخطط ألاسكا لبناء سد كهرومائي على النهر في ديفيل كانيون . |      |       |

## انظر ايضآ
قائمة بأكبر الأنهار غير المجزأة
1. ↑  Jones, Jennifer (3 Jan 2020). "10 Longest Rivers in the World". Largest.org (بالإنجليزية الأمريكية). Archived from the original on 2023-09-23. Retrieved 2024-05-03.
2. ↑  "10 Longest Rivers in the U.S." Classic Magnets (بالإنجليزية). Archived from the original on 2023-09-24. Retrieved 2024-05-03.
3. ↑  kohara. "DRB Info for Students & Teachers: Fun Facts About the DRB". Delaware River Basin Commission (بالإنجليزية). Archived from the original on 2024-05-03. Retrieved 2024-05-03.